# Rhodinicola gibbosa
Rhodinicola gibbosa är en kräftdjursart som beskrevs av Bresciani 1964. Rhodinicola gibbosa ingår i släktet Rhodinicola, och familjen Clausiidae. Arten är reproducerande i Sverige.